# Dione (maan)
Niet te verwarren met de Planetoïde 106 Dione.
Dione is een maan van Saturnus. De maan is in 1684 ontdekt door Giovanni Cassini. Dione is in de Griekse mythologie de moeder van Aphrodite en de dochter van Zeus.
De maan bestaat voornamelijk uit ijs. Volgens recente resultaten van de Cassini ruimtesonde bevindt zich mogelijk vloeibaar water onder de ijskorst, zoals ook het geval is bij andere manen. Het is echter Saturnus' maan met de hoogste dichtheid, dus er moet ook een aanzienlijke hoeveelheid silicaatgesteente voorkomen. De gemiddelde temperatuur bedraagt -186 graden Celsius op de oppervlakte. De kern van Dione wordt opgewarmd door de getijdewerking met Saturnus.

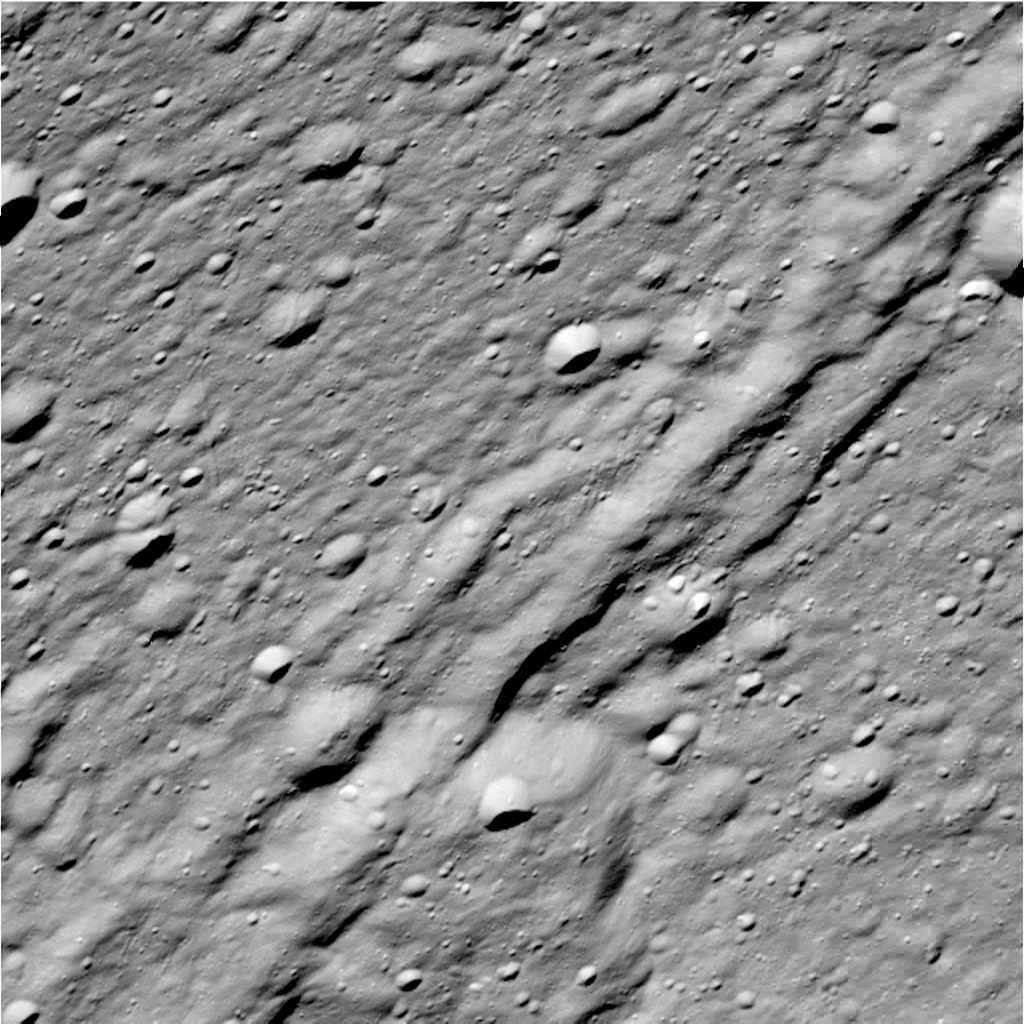
Detail

## Trojanen-manen
In dezelfde baan als Dione bewegen zich nog twee maantjes rond Saturnus: Helene en Polydeuces. Deze maantjes bevinden zich in de z.g. Lagrangepunten.